# Hymenocephalus longiceps
Hymenocephalus longiceps es una especie de pez de la familia Macrouridae en el orden de los Gadiformes.

## Hábitat
Es un pez de aguas profundas que vive entre 490-570 m de profundidad.

## Distribución geográfica
Se encuentra en el Índico y al oeste del Pacífico.